# Les 100 plus belles chansons de Michel Polnareff
Albums de Michel Polnareff
Passé simple
(2004) Ze re Tour 2007
(2007)
Les 100 plus belles chansons de Michel Polnareff est un coffret de 5 albums du chanteur compositeur Michel Polnareff sorti le 11 décembre 2006. Incluant des titres essentiels de sa discographie, ainsi que l'inédit Ophélie Flagrant des Lits.

## Liste des morceaux
| 1.  | La Poupée qui fait non (1966)                                             |  |
| 2.  | Chère Véronique (1966)                                                    |  |
| 3.  | Ballade pour toi (ce que je cherche est en toi) (1966)                    |  |
| 4.  | Love Me Please Love Me (1966)                                             |  |
| 5.  | L'Amour avec toi (1966)                                                   |  |
| 6.  | Ne me marchez pas sur les pieds (1966)                                    |  |
| 7.  | Sous quelle étoile suis-je né ? (1966)                                    |  |
| 8.  | L'Oiseau de nuit (1966)                                                   |  |
| 9.  | Histoire de cœur (1966)                                                   |  |
| 10. | Ballade pour un puceau (1966)                                             |  |
| 11. | Ta-ta-ta-ta (1967)                                                        |  |
| 12. | Rosée d'amour n'a pas vu le jour, rosée du jour n'a pas eu d'amour (1967) |  |
| 13. | Le Pauv' Guitariste (1967)                                                |  |
| 14. | Complainte à Michael (1967)                                               |  |
| 15. | Âme câline (1967)                                                         |  |
| 16. | Le Roi des fourmis (1967)                                                 |  |
| 17. | Le Saule pleureur (1967)                                                  |  |
| 18. | Mes regrets (1967)                                                        |  |
| 19. | Miss blue jeans (1967)                                                    |  |
| 20. | Dame dame (1967)                                                          |  |
| 21. | Encore un mois, encore un an (1968)                                       |  |
| 22. | Jour après jour (1968)                                                    |  |
| 23. | Les Grands sentiments humains (1968)                                      |  |
| 24. | Pipelette (1968)                                                          |  |
| 25. | Y'a qu'un ch'veu (1968)                                                   |  |

| 1.  | Le Bal des Laze (1968)                    |  |
| 2.  | Ring A Ding (1968)                        |  |
| 3.  | J'ai du chagrin Marie (1968)              |  |
| 4.  | Pourquoi faut-il se dire adieu ? (1968)   |  |
| 5.  | Tous les bateaux, tous les oiseaux (1969) |  |
| 6.  | Tout, tout pour ma chérie (1969)          |  |
| 7.  | La Michetonneuse (1969)                   |  |
| 8.  | Dans la maison vide (1969)                |  |
| 9.  | Un train ce soir (1970)                   |  |
| 10. | Avec Nini (1970)                          |  |
| 11. | Je suis un homme (1971)                   |  |
| 12. | Allo Georgia (1971)                       |  |
| 13. | Comme Juliette et Romeo (1971)            |  |
| 14. | Ça n'arrive qu'aux autres (1971)          |  |
| 15. | Voyages (1971)                            |  |
| 16. | Né dans un ice-cream (1971)               |  |
| 17. | Petite, petite (1971)                     |  |
| 18. | Le désert n'est plus en Afrique (1971)    |  |
| 19. | Nos mots d'amour (1971)                   |  |
| 20. | Qui a tué grand-maman ? (1971)            |  |
| 21. | Monsieur l'abbé (1971)                    |  |
| 22. | Hey You Woman (1971)                      |  |
| 23. | À minuit, à midi (1971)                   |  |

| 1.  | Holidays (1972)                                 |  |
| 2.  | La Mouche (1972)                                |  |
| 3.  | On ira tous au paradis (1972)                   |  |
| 4.  | I Love You Because (1973)                       |  |
| 5.  | Tibili (1975)                                   |  |
| 6.  | L'Homme qui pleurait des larmes de verre (1974) |  |
| 7.  | Le Prince en otage (1974)                       |  |
| 8.  | Rosy (1974)                                     |  |
| 9.  | Fame à la mode (1976)                           |  |
| 10. | Holding on to Smoke (1975)                      |  |
| 11. | Rainy Day Song (1975)                           |  |
| 12. | Jesus For Tonight (1975)                        |  |
| 13. | Une simple mélodie (1978)                       |  |
| 14. | Une femme (1978)                                |  |
| 15. | Coucou me revoilou (1978)                       |  |
| 16. | J'ai tellement de choses à te dire (1978)       |  |
| 17. | Lettre à France (1977)                          |  |

| 1.  | Tam-Tam (l'homme préhisto) (1981)                   |  |
| 2.  | Elle rit (1981)                                     |  |
| 3.  | Radio (1981)                                        |  |
| 4.  | Je t'aime (1981)                                    |  |
| 5.  | Où est la Tosca ? (1981)                            |  |
| 6.  | 365 jours par an (1981)                             |  |
| 7.  | La belle veut sa revanche (encore et encore) (1984) |  |
| 8.  | Bronzer vert (1985)                                 |  |
| 9.  | Dans la rue (1985)                                  |  |
| 10. | Viens te faire chahuter (1985)                      |  |
| 11. | Sur un seul mot de toi (1985)                       |  |
| 12. | Kâmâ-Sutrâ (1989)                                   |  |
| 13. | LNA HO (1989)                                       |  |
| 14. | Goodbye Marylou (1989)                              |  |
| 15. | Amour cachets (1989)                                |  |
| 16. | Je rêve d'un monde (1999)                           |  |
| 17. | Ophélie flagrant des lits (2006)                    |  |

| 1.  | La Mouche                                                                                               |  |
| 2.  | L'Amour avec toi                                                                                        |  |
| 3.  | Je t'aime                                                                                               |  |
| 4.  | Holidays                                                                                                |  |
| 5.  | Lettre à France                                                                                         |  |
| 6.  | Qui a tué grand' maman ?                                                                                |  |
| 7.  | Je suis un homme                                                                                        |  |
| 8.  | La Poupée qui fait non                                                                                  |  |
| 9.  | Goodbye Marylou                                                                                         |  |
| 10. | Dans la rue                                                                                             |  |
| 11. | On ira tous au paradis                                                                                  |  |
| 12. | Le Bal des Laze                                                                                         |  |
| 13. | Tam-Tam (l'homme préhisto)                                                                              |  |
| 14. | == Liens externes == - Ressources relatives à la musique : - Discogs - MusicBrainz (groupes de sorties) |  |
| 15. | Âme câline                                                                                              |  |
| 16. | Lee Needy                                                                                               |  |
| 17. | Ça n'arrive qu'aux autres                                                                               |  |
| 18. | Tout, tout pour ma chérie                                                                               |  |